# GeoGuessr
GeoGuessr és un joc de navegador basat en el descobriment geogràfic dissenyat per l'Anton Wallén, un consultor tecnològic suec, llançat el 9 de maig de 2013. El joc utilitza una ubicació semi-aleatòria de Google Street View pels usuaris que paguen una quota mensual o anual i Mapillary pels que no. El joc consisteix en el fet que els jugadors han d'endevinar la seva ubicació en el món utilitzant solament les pistes que pot trobar mentre explora.